# Éliminatoires de la zone Europe de la Coupe du monde de football 2026
 (décembre 2024).
Navigation
Éliminatoires de la Coupe du monde 2022
Les éliminatoires de la zone Europe pour la Coupe du monde 2026 sont organisés dans le cadre de l'UEFA et concernent 55 sélections nationales qui vont se disputer les 16 places en phase finale de la coupe du monde attribuées à la zone européenne. À l'issue du tour principal, les douze vainqueurs de groupe seront directement qualifiés pour la phase finale. Les deuxièmes de groupe ainsi que quatre repêchés de la Ligue des nations 2024-2025 disputeront des barrages pour déterminer les quatre derniers qualifiés de la zone UEFA pour la coupe du monde 2026 au Canada, aux États-Unis et au Mexique.

## Équipes engagées

Europe - Afrique - Amérique du Nord, Amérique centrale et Caraïbes - Amérique du Sud - Asie - Océanie.

Sur les 55 associations membres de l'UEFA, 54 équipes nationales masculines ont soumis une inscription valide à la compétition, tandis que l'inscription de la Russie n'a pas été acceptée en raison de sa suspension des compétitions de l'UEFA et de la FIFA à la suite de l'invasion de l'Ukraine par ce pays,.

## Format
Le format de qualification a été confirmé par le Comité exécutif de l'UEFA lors de sa réunion à Nyon en Suisse, le 25 janvier 2023,. Les résultats de la Ligue des nations 2024-2025 sont partiellement pris en compte dans la procédure de qualification, mais à un degré moindre que pour l'Euro 2028. La formule est classique et comprend « phase de groupes / barrages ». Le Comité exécutif de l'UEFA du 28 juin 2023 modifie le format en intégrant un repêchage via la Ligue des nations 2024-2025.

### Phase de groupes
Cette phase, programmée entre mars et novembre 2025, comprend 12 groupes de 4 ou 5 équipes. Les équipes concernées par les demi-finales de la Ligue des nations 2024-2025 seront obligatoirement placées dans un groupe de quatre. Les vainqueurs de groupe se qualifient pour la Coupe du monde.

### Barrages
Les 12 nations classées 2e de leur groupe disputeront les barrages en compagnie des quatre meilleurs vainqueurs de groupe de la Ligue des nations 2024-2025 qui n'auront pas terminé aux deux premières places de leur groupe de qualification pour le mondial.

## Calendrier
Les participants des groupes de cinq équipes débuteront la phase éliminatoire en mars 2025 ou, si quart-de-finalistes ou barragistes de la Ligue des nations 2024-2025, en juin 2025. Ceux des groupes de quatre équipes où figurent notamment les équipes disputant les demi-finales de la Ligue des nations 2024-2025, commenceront en septembre 2025,.
| Tour                            | Matches          | Matches          | Dates               |
| Tour                            | Groupes de 5     | Groupes de 4     | Dates               |
| ------------------------------- | ---------------- | ---------------- | ------------------- |
| Premier tour (phase de groupes) | Journée 1        | NC               | 21-22 mars 2025     |
| Premier tour (phase de groupes) | Journée 2        | NC               | 24-25 mars 2025     |
| Premier tour (phase de groupes) | Journée 3        | NC               | 6-7 juin 2025       |
| Premier tour (phase de groupes) | Journée 4        | NC               | 9-10 juin 2025      |
| Premier tour (phase de groupes) | Journée 5        | Journée 1        | 4-6 septembre 2025  |
| Premier tour (phase de groupes) | Journée 6        | Journée 2        | 7-9 septembre 2025  |
| Premier tour (phase de groupes) | Journée 7        | Journée 3        | 9-11 octobre 2025   |
| Premier tour (phase de groupes) | Journée 8        | Journée 4        | 12-14 octobre 2025  |
| Premier tour (phase de groupes) | Journée 9        | Journée 5        | 13-15 novembre 2025 |
| Premier tour (phase de groupes) | Journée 10       | Journée 6        | 16-18 novembre 2025 |
| Deuxième tour (barrages)        | « demi-finales » | « demi-finales » | 26 mars 2026        |
| Deuxième tour (barrages)        | « finales »      | « finales »      | 31 mars 2026        |

## Premier tour

### Tirage au sort
Le tirage au sort a eu lieu le 13 décembre 2024 à Zurich.
Les 54 équipes participantes sont réparties dans cinq chapeaux sur la base du Classement mondial de la FIFA. Le chapeau 1 est composé des quarts-de-finalistes de la Ligue des Nations (indépendamment de la place qu’ils occupent au Classement FIFA) et des quatre meilleurs équipes les mieux classées au classement FIFA ne participant pas à la phase finale de la Ligue des Nations. 
Les chapeaux 2 à 4 contiennent également douze équipes, tandis que le chapeau 5 en contient six. Les équipes sont réparties par tirage au sort dans douze groupes : six groupes de quatre équipes (Groupes A – F) et six groupes de cinq équipes (Groupes G – L). Le tirage commence par le chapeau 1 et se termine par le 5, à partir duquel chaque équipe tirée au sort et assignée au premier groupe disponible dans l'ordre alphabétique. Par conséquent, tous les groupes de quatre équipes contiennent une équipe issue de chacun des quatre premiers chapeaux, tandis que tous les groupes de cinq équipes contiennent une équipe de chacun des cinq chapeaux.
Les restrictions suivantes sont appliquées avec l'assistance informatique :
- Raisons compétitives : afin de permettre la programmation parallèle des matches de qualification pour la Coupe du monde et de la Ligue des Nations en mars et juin 2025, les restrictions suivantes s'appliquent pour la répartition des équipes en groupes de quatre ou cinq :
  - Chapeau 1 : Les quatre équipes vainqueurs de leur confrontation en quart de finale de la Ligue des nations de l'UEFA 2024-2025 (Espagne - Pays-Bas, France - Croatie, Portugal - Danemark & Italie - Allemagne) sont obligatoirement affectées dans un groupe de quatre équipes (Groupes A – F). Les quatre équipes perdantes peuvent quant à elle être affectées dans un groupe de quatre ou cinq équipes.
  - Chapeaux 2, 3 et 4 : Les participants aux barrages de la Ligue des Nations figurant dans ces chapeaux peuvent être placés dans des groupes de quatre (groupes A à F) ou de cinq (groupes G à L), à condition que le groupe concerné puisse accueillir un barragiste, car chaque groupe de cinq ne peut accueillir qu’un barragiste ou un perdant de quart de finale de Ligue des Nations au maximum.

- Raisons politiques : Pour des raisons politiques, les matches entre les paires d'équipes suivantes sont considérés comme des affrontements interdits : 
  - Kosovo/Bosnie-Herzégovine
  - Kosovo/Serbie
  - Ukraine/Biélorussie
  - Gibraltar/Espagne (Cette règle s’applique en cas de défaite de l'Espagne en quart de finale de Ligue des Nations)

- Raisons climatiques : Un maximum de deux équipes dont les sites sont identifiés comme présentant un risque élevé ou moyen de conditions hivernales rigoureuses peuvent être placées dans chaque groupe :  Estonie, Iles Féroé, Finlande, Islande, Lettonie, Lituanie, Norvège.
  - Les hôtes à hiver rigoureux (Îles Féroé et Islande) ne peuvent généralement pas accueillir de matchs en mars ou novembre et ne peuvent donc pas être réunis ; les autres jouent le moins de matches à domicile possible en mars et novembre.
- Raisons géographiques : Un maximum d'une paire d'équipes identifiées avec une distance de déplacement excessive par rapport à d'autres pays peut être placé dans chaque groupe :
  - Kazakhstan avec Andorre, Angleterre, Écosse, Espagne, France, Gibraltar, Irlande, Irlande du Nord, Islande, Malte, Portugal, Pays de Galles
  - Azerbaïdjan avec Islande, Gibraltar, Portugal
  - Islande avec Arménie, Chypre

| Équipe     | Rang |
| ---------- | ---- |
| France     | 2    |
| Espagne    | 3    |
| Angleterre | 4    |
| Portugal   | 6    |
| Pays-Bas   | 7    |
| Belgique   | 8    |
| Italie     | 9    |
| Allemagne  | 10   |
| Croatie    | 13   |
| Suisse     | 20   |
| Danemark   | 21   |
| Autriche   | 22   |

| Équipe         | Rang |
| -------------- | ---- |
| Ukraine        | 25   |
| Suède          | 27   |
| Turquie        | 28   |
| Pays de Galles | 29   |
| Hongrie        | 30   |
| Serbie         | 32   |
| Pologne        | 35   |
| Roumanie       | 38   |
| Grèce          | 39   |
| Slovaquie      | 41   |
| Tchéquie       | 42   |
| Norvège        | 43   |

| Équipe               | Rang |
| -------------------- | ---- |
| Écosse               | 45   |
| Slovénie             | 55   |
| République d'Irlande | 60   |
| Albanie              | 65   |
| Macédoine du Nord    | 67   |
| Géorgie              | 68   |
| Finlande             | 69   |
| Islande              | 70   |
| Irlande du Nord      | 71   |
| Monténégro           | 73   |
| Bosnie-Herzégovine   | 74   |
| Israël               | 76   |

| Équipe      | Rang |
| ----------- | ---- |
| Bulgarie    | 82   |
| Luxembourg  | 92   |
| Biélorussie | 98   |
| Kosovo      | 99   |
| Arménie     | 100  |
| Kazakhstan  | 110  |
| Azerbaïdjan | 117  |
| Estonie     | 123  |
| Chypre      | 130  |
| Îles Féroé  | 137  |
| Lettonie    | 140  |
| Lituanie    | 142  |

| Équipe        | Rang |
| ------------- | ---- |
| Moldavie      | 151  |
| Malte         | 169  |
| Andorre       | 171  |
| Gibraltar     | 197  |
| Liechtenstein | 204  |
| Saint-Marin   | 210  |

### Groupes

#### Groupe A
| Rang | Équipe          | Pts | J | G | N | P | Bp | Bc | Diff |  | Résultats (▼ dom., ► ext.) |   |   |   |   |
| ---- | --------------- | --- | - | - | - | - | -- | -- | ---- |  | -------------------------- | - | - | - | - |
| 1    | Allemagne       | 0   | 0 | 0 | 0 | 0 | 0  | 0  | 0    |  | Allemagne                  |   | - | - | - |
| 2    | Slovaquie       | 0   | 0 | 0 | 0 | 0 | 0  | 0  | 0    |  | Slovaquie                  | - |   | - | - |
| 3    | Irlande du Nord | 0   | 0 | 0 | 0 | 0 | 0  | 0  | 0    |  | Irlande du Nord            | - | - |   | - |
| 4    | Luxembourg      | 0   | 0 | 0 | 0 | 0 | 0  | 0  | 0    |  | Luxembourg                 | - | - | - |   |

#### Groupe B
| Rang | Équipe   | Pts | J | G | N | P | Bp | Bc | Diff |  | Résultats (▼ dom., ► ext.) |   |   |   |   |
| ---- | -------- | --- | - | - | - | - | -- | -- | ---- |  | -------------------------- | - | - | - | - |
| 1    | Suisse   | 0   | 0 | 0 | 0 | 0 | 0  | 0  | 0    |  | Suisse                     |   | - | - | - |
| 2    | Suède    | 0   | 0 | 0 | 0 | 0 | 0  | 0  | 0    |  | Suède                      | - |   | - | - |
| 3    | Slovénie | 0   | 0 | 0 | 0 | 0 | 0  | 0  | 0    |  | Slovénie                   | - | - |   | - |
| 4    | Kosovo   | 0   | 0 | 0 | 0 | 0 | 0  | 0  | 0    |  | Kosovo                     | - | - | - |   |

#### Groupe C
| Rang | Équipe      | Pts | J | G | N | P | Bp | Bc | Diff |  | Résultats (▼ dom., ► ext.) |   |   |   |   |
| ---- | ----------- | --- | - | - | - | - | -- | -- | ---- |  | -------------------------- | - | - | - | - |
| 1    | Danemark    | 0   | 0 | 0 | 0 | 0 | 0  | 0  | 0    |  | Danemark                   |   | - | - | - |
| 2    | Grèce       | 0   | 0 | 0 | 0 | 0 | 0  | 0  | 0    |  | Grèce                      | - |   | - | - |
| 3    | Écosse      | 0   | 0 | 0 | 0 | 0 | 0  | 0  | 0    |  | Écosse                     | - | - |   | - |
| 4    | Biélorussie | 0   | 0 | 0 | 0 | 0 | 0  | 0  | 0    |  | Biélorussie                | - | - | - |   |

#### Groupe D
| Rang | Équipe      | Pts | J | G | N | P | Bp | Bc | Diff |  | Résultats (▼ dom., ► ext.) |   |   |   |   |
| ---- | ----------- | --- | - | - | - | - | -- | -- | ---- |  | -------------------------- | - | - | - | - |
| 1    | France      | 0   | 0 | 0 | 0 | 0 | 0  | 0  | 0    |  | France                     |   | - | - | - |
| 2    | Ukraine     | 0   | 0 | 0 | 0 | 0 | 0  | 0  | 0    |  | Ukraine                    | - |   | - | - |
| 3    | Islande     | 0   | 0 | 0 | 0 | 0 | 0  | 0  | 0    |  | Islande                    | - | - |   | - |
| 4    | Azerbaïdjan | 0   | 0 | 0 | 0 | 0 | 0  | 0  | 0    |  | Azerbaïdjan                | - | - | - |   |

#### Groupe E
| Rang | Équipe   | Pts | J | G | N | P | Bp | Bc | Diff |  | Résultats (▼ dom., ► ext.) |   |   |   |   |
| ---- | -------- | --- | - | - | - | - | -- | -- | ---- |  | -------------------------- | - | - | - | - |
| 1    | Espagne  | 0   | 0 | 0 | 0 | 0 | 0  | 0  | 0    |  | Espagne                    |   | - | - | - |
| 2    | Turquie  | 0   | 0 | 0 | 0 | 0 | 0  | 0  | 0    |  | Turquie                    | - |   | - | - |
| 3    | Géorgie  | 0   | 0 | 0 | 0 | 0 | 0  | 0  | 0    |  | Géorgie                    | - | - |   | - |
| 4    | Bulgarie | 0   | 0 | 0 | 0 | 0 | 0  | 0  | 0    |  | Bulgarie                   | - | - | - |   |

#### Groupe F
| Rang | Équipe               | Pts | J | G | N | P | Bp | Bc | Diff |  | Résultats (▼ dom., ► ext.) |   |   |   |   |
| ---- | -------------------- | --- | - | - | - | - | -- | -- | ---- |  | -------------------------- | - | - | - | - |
| 1    | Portugal             | 0   | 0 | 0 | 0 | 0 | 0  | 0  | 0    |  | Portugal                   |   | - | - | - |
| 2    | Hongrie              | 0   | 0 | 0 | 0 | 0 | 0  | 0  | 0    |  | Hongrie                    | - |   | - | - |
| 3    | République d'Irlande | 0   | 0 | 0 | 0 | 0 | 0  | 0  | 0    |  | République d'Irlande       | - | - |   | - |
| 4    | Arménie              | 0   | 0 | 0 | 0 | 0 | 0  | 0  | 0    |  | Arménie                    | - | - | - |   |

#### Groupe G
| Rang | Équipe   | Pts | J | G | N | P | Bp | Bc | Diff |  | Résultats (▼ dom., ► ext.) |     |     |     |     |     |
| ---- | -------- | --- | - | - | - | - | -- | -- | ---- |  | -------------------------- | --- | --- | --- | --- | --- |
| 1    | Finlande | 7   | 4 | 2 | 1 | 1 | 5  | 5  | 0    |  | Finlande                   |     | 0-2 | 2-1 | -   | -   |
| 2    | Pays-Bas | 6   | 2 | 2 | 0 | 0 | 10 | 0  | +10  |  | Pays-Bas                   | -   |     | -   | -   | 8-0 |
| 3    | Pologne  | 6   | 3 | 2 | 0 | 1 | 4  | 2  | +2   |  | Pologne                    | -   | -   |     | 1-0 | 2-0 |
| 4    | Lituanie | 2   | 3 | 0 | 2 | 1 | 2  | 3  | -1   |  | Lituanie                   | 2-2 | -   | -   |     | -   |
| 5    | Malte    | 1   | 4 | 0 | 1 | 3 | 0  | 11 | -11  |  | Malte                      | 0-1 | -   | -   | 0-0 |     |

#### Groupe H
| Rang | Équipe             | Pts | J | G | N | P | Bp | Bc | Diff |  | Résultats (▼ dom., ► ext.) |     |     |     |     |     |
| ---- | ------------------ | --- | - | - | - | - | -- | -- | ---- |  | -------------------------- | --- | --- | --- | --- | --- |
| 1    | Bosnie-Herzégovine | 9   | 3 | 3 | 0 | 0 | 4  | 1  | +3   |  | Bosnie-Herzégovine         |     | -   | -   | 2-1 | 1-0 |
| 2    | Autriche           | 6   | 2 | 2 | 0 | 0 | 6  | 1  | +5   |  | Autriche                   | -   |     | 2-1 | -   | -   |
| 3    | Roumanie           | 6   | 4 | 2 | 0 | 2 | 8  | 4  | +4   |  | Roumanie                   | 0-1 | -   |     | 2-0 | -   |
| 4    | Chypre             | 3   | 3 | 1 | 0 | 2 | 3  | 4  | -1   |  | Chypre                     | -   | -   | -   |     | 2-0 |
| 5    | Saint-Marin        | 0   | 4 | 0 | 0 | 4 | 1  | 12 | -11  |  | Saint-Marin                | -   | 0-4 | 1-5 | -   |     |

#### Groupe I
| Rang | Équipe   | Pts | J | G | N | P | Bp | Bc | Diff |  | Résultats (▼ dom., ► ext.) |     |     |     |     |     |
| ---- | -------- | --- | - | - | - | - | -- | -- | ---- |  | -------------------------- | --- | --- | --- | --- | --- |
| 1    | Norvège  | 12  | 4 | 4 | 0 | 0 | 13 | 2  | +11  |  | Norvège                    |     | -   | 3-0 | -   | -   |
| 2    | Israël   | 6   | 3 | 2 | 0 | 1 | 7  | 6  | +1   |  | Israël                     | 2-4 |     | -   | 2-1 | -   |
| 3    | Italie   | 3   | 2 | 1 | 0 | 1 | 2  | 3  | -1   |  | Italie                     | -   | -   |     | -   | 2-0 |
| 4    | Estonie  | 3   | 4 | 1 | 0 | 3 | 5  | 8  | -3   |  | Estonie                    | 0-1 | 1-3 | -   |     | -   |
| 5    | Moldavie | 0   | 3 | 0 | 0 | 3 | 2  | 10 | -8   |  | Moldavie                   | 0-5 | -   | -   | 2-3 |     |

#### Groupe J
| Rang | Équipe            | Pts | J | G | N | P | Bp | Bc | Diff |  | Résultats (▼ dom., ► ext.) |     |     |     |     |     |
| ---- | ----------------- | --- | - | - | - | - | -- | -- | ---- |  | -------------------------- | --- | --- | --- | --- | --- |
| 1    | Macédoine du Nord | 8   | 4 | 2 | 2 | 0 | 6  | 2  | +4   |  | Macédoine du Nord          |     | 1-1 | 1-1 | -   | -   |
| 2    | Pays de Galles    | 7   | 4 | 2 | 1 | 1 | 10 | 6  | +4   |  | Pays de Galles             | -   |     | -   | 3-1 | 3-0 |
| 3    | Belgique          | 4   | 2 | 1 | 1 | 0 | 5  | 4  | +1   |  | Belgique                   | -   | 4-3 |     | -   | -   |
| 4    | Kazakhstan        | 3   | 3 | 1 | 0 | 2 | 3  | 4  | -1   |  | Kazakhstan                 | 0-1 | -   | -   |     | -   |
| 5    | Liechtenstein     | 0   | 3 | 0 | 0 | 3 | 0  | 8  | -8   |  | Liechtenstein              | 0-3 | -   | -   | 0-2 |     |

#### Groupe K
| Rang | Équipe     | Pts | J | G | N | P | Bp | Bc | Diff |  | Résultats (▼ dom., ► ext.) |     |     |     |     |     |
| ---- | ---------- | --- | - | - | - | - | -- | -- | ---- |  | -------------------------- | --- | --- | --- | --- | --- |
| 1    | Angleterre | 9   | 3 | 3 | 0 | 0 | 6  | 0  | +6   |  | Angleterre                 |     | 2-0 | -   | 3-0 | -   |
| 2    | Albanie    | 5   | 4 | 1 | 2 | 1 | 4  | 3  | +1   |  | Albanie                    | -   |     | 0-0 | -   | 3-0 |
| 3    | Serbie     | 4   | 2 | 1 | 1 | 0 | 3  | 0  | +3   |  | Serbie                     | -   | -   |     | -   | 3-0 |
| 4    | Lettonie   | 4   | 3 | 1 | 1 | 1 | 2  | 4  | -2   |  | Lettonie                   | -   | 1-1 | -   |     | -   |
| 5    | Andorre    | 0   | 4 | 0 | 0 | 4 | 0  | 8  | -8   |  | Andorre                    | 0-1 | -   | -   | 0-1 |     |

#### Groupe L
| Rang | Équipe     | Pts | J | G | N | P | Bp | Bc | Diff |  | Résultats (▼ dom., ► ext.) |     |     |     |     |     |
| ---- | ---------- | --- | - | - | - | - | -- | -- | ---- |  | -------------------------- | --- | --- | --- | --- | --- |
| 1    | Tchéquie   | 9   | 4 | 3 | 0 | 1 | 9  | 6  | +3   |  | Tchéquie                   |     | -   | 2-0 | 2-1 | -   |
| 2    | Croatie    | 6   | 2 | 2 | 0 | 0 | 12 | 1  | +11  |  | Croatie                    | 5-1 |     | -   | -   | -   |
| 3    | Monténégro | 6   | 3 | 2 | 0 | 1 | 4  | 3  | +1   |  | Monténégro                 | -   | -   |     | 1-0 | 3-1 |
| 4    | Îles Féroé | 3   | 3 | 1 | 0 | 2 | 3  | 4  | -1   |  | Îles Féroé                 | -   | -   | -   |     | 2-1 |
| 5    | Gibraltar  | 0   | 4 | 0 | 0 | 4 | 2  | 16 | -14  |  | Gibraltar                  | 0-4 | 0-7 | -   | -   |     |

## Deuxième tour
Le deuxième tour (barrages) est disputé par les douze deuxièmes de groupe et les quatre meilleurs vainqueurs de groupe de la Ligue des nations 2024-2025, qui ont terminé en dehors des deux premiers de leur groupe de qualification pour le mondial. Quatre voies indépendantes de barrages sont définies, chaque voie comprenant quatre équipes qui s'affrontent en matchs simples à élimination directe (de type demi-finales, finale). Les « demi-finales » sont accueillies par les huit meilleurs deuxièmes de groupe de qualification, tandis que les hôtes des quatre matchs décisifs (« finales ») sont désignés par tirage au sort. Les « demi-finales » se jouent le 26 mars et les « finales » le 31 mars 2026. Les vainqueurs de chaque voie se qualifient pour la Coupe du monde.

### Vainqueurs de groupe de la Ligue des nations
| Classement des vainqueurs de groupe de la Ligue des nations 2024-2025 | Classement des vainqueurs de groupe de la Ligue des nations 2024-2025 | Classement des vainqueurs de groupe de la Ligue des nations 2024-2025 | Classement des vainqueurs de groupe de la Ligue des nations 2024-2025 | Classement des vainqueurs de groupe de la Ligue des nations 2024-2025 | Classement des vainqueurs de groupe de la Ligue des nations 2024-2025 | Classement des vainqueurs de groupe de la Ligue des nations 2024-2025 | Classement des vainqueurs de groupe de la Ligue des nations 2024-2025 | Classement des vainqueurs de groupe de la Ligue des nations 2024-2025 | Classement des vainqueurs de groupe de la Ligue des nations 2024-2025 | Classement des vainqueurs de groupe de la Ligue des nations 2024-2025 | Classement des vainqueurs de groupe de la Ligue des nations 2024-2025 |
| Rang                                                                  | Nation                                                                | Ligue                                                                 | Gr.                                                                   | MJ                                                                    | G                                                                     | N                                                                     | P                                                                     | Pts                                                                   | Bp                                                                    | Bc                                                                    | Diff                                                                  |
| --------------------------------------------------------------------- | --------------------------------------------------------------------- | --------------------------------------------------------------------- | --------------------------------------------------------------------- | --------------------------------------------------------------------- | --------------------------------------------------------------------- | --------------------------------------------------------------------- | --------------------------------------------------------------------- | --------------------------------------------------------------------- | --------------------------------------------------------------------- | --------------------------------------------------------------------- | --------------------------------------------------------------------- |
| 1re                                                                   | Espagne T                                                             | A                                                                     | 4                                                                     | 6                                                                     | 5                                                                     | 1                                                                     | 0                                                                     | 16                                                                    | 13                                                                    | 4                                                                     | +9                                                                    |
| 2e                                                                    | Allemagne                                                             | A                                                                     | 3                                                                     | 6                                                                     | 4                                                                     | 2                                                                     | 0                                                                     | 14                                                                    | 18                                                                    | 4                                                                     | +14                                                                   |
| 3e                                                                    | Portugal                                                              | A                                                                     | 1                                                                     | 6                                                                     | 4                                                                     | 2                                                                     | 0                                                                     | 14                                                                    | 13                                                                    | 5                                                                     | +8                                                                    |
| 4e                                                                    | France                                                                | A                                                                     | 2                                                                     | 6                                                                     | 4                                                                     | 1                                                                     | 1                                                                     | 13                                                                    | 12                                                                    | 6                                                                     | +6                                                                    |
|                                                                       |                                                                       |                                                                       |                                                                       |                                                                       |                                                                       |                                                                       |                                                                       |                                                                       |                                                                       |                                                                       |                                                                       |
| 5e                                                                    | Angleterre R                                                          | B                                                                     | 2                                                                     | 6                                                                     | 5                                                                     | 0                                                                     | 1                                                                     | 15                                                                    | 16                                                                    | 3                                                                     | +13                                                                   |
| 6e                                                                    | Norvège                                                               | B                                                                     | 3                                                                     | 6                                                                     | 4                                                                     | 1                                                                     | 1                                                                     | 13                                                                    | 15                                                                    | 7                                                                     | +8                                                                    |
| 7e                                                                    | Pays de Galles R                                                      | B                                                                     | 4                                                                     | 6                                                                     | 3                                                                     | 3                                                                     | 0                                                                     | 12                                                                    | 9                                                                     | 4                                                                     | +5                                                                    |
| 8e                                                                    | Tchéquie R                                                            | B                                                                     | 1                                                                     | 6                                                                     | 3                                                                     | 2                                                                     | 1                                                                     | 11                                                                    | 9                                                                     | 8                                                                     | +1                                                                    |
|                                                                       |                                                                       |                                                                       |                                                                       |                                                                       |                                                                       |                                                                       |                                                                       |                                                                       |                                                                       |                                                                       |                                                                       |
| 9e                                                                    | Roumanie R                                                            | C                                                                     | 2                                                                     | 6                                                                     | 6                                                                     | 0                                                                     | 0                                                                     | 18                                                                    | 18                                                                    | 3                                                                     | +15                                                                   |
| 10e                                                                   | Suède R                                                               | C                                                                     | 1                                                                     | 6                                                                     | 5                                                                     | 1                                                                     | 0                                                                     | 16                                                                    | 19                                                                    | 4                                                                     | +5                                                                    |
| 11e                                                                   | Macédoine du Nord                                                     | C                                                                     | 4                                                                     | 6                                                                     | 5                                                                     | 1                                                                     | 0                                                                     | 16                                                                    | 10                                                                    | 1                                                                     | +9                                                                    |
| 12e                                                                   | Irlande du Nord                                                       | C                                                                     | 3                                                                     | 6                                                                     | 3                                                                     | 2                                                                     | 1                                                                     | 11                                                                    | 11                                                                    | 3                                                                     | +8                                                                    |
|                                                                       |                                                                       |                                                                       |                                                                       |                                                                       |                                                                       |                                                                       |                                                                       |                                                                       |                                                                       |                                                                       |                                                                       |
| 13e                                                                   | Moldavie                                                              | D                                                                     | 2                                                                     | 4                                                                     | 3                                                                     | 0                                                                     | 1                                                                     | 9                                                                     | 5                                                                     | 1                                                                     | +4                                                                    |
| 14e                                                                   | Saint-Marin                                                           | D                                                                     | 1                                                                     | 4                                                                     | 2                                                                     | 1                                                                     | 1                                                                     | 7                                                                     | 5                                                                     | 3                                                                     | +2                                                                    |

### Tirage au sort
Les 16 équipes qui ne sont pas encore qualifiées directement pour la Coupe du monde 2026 sont réparties dans quatre chapeaux, après la conclusion de la phase de groupes.
Les 12 équipes ayant terminé deuxième de groupe sont placées dans les chapeaux 1 à 3 sur la base du Classement mondial de la FIFA de novembre 2025. Les quatre autres équipes qualifiées via la Ligue des nations 2024-2025 sont quant à elles placées dans le chapeau 4.
- Voie A : demi-finales 1 et 2, les deux vainqueurs accèdent à la finale de la Voie A
- Voie B : demi-finales 3 et 4, les deux vainqueurs accèdent à la finale de la Voie B
- Voie C : demi-finales 5 et 6, les deux vainqueurs accèdent à la finale de la Voie C
- Voie D : demi-finales 7 et 8, les deux vainqueurs accèdent à la finale de la Voie D

Le tirage au sort des demi-finales commence par le chapeau 1 et se termine par le chapeau 4. Les équipes tirées au sort sont réparties dans la première demi-finale des play-offs dans l'ordre numérique ci-dessous:
- Les équipes du chapeau 1 (têtes de série) sont placées dans les demi-finales 1, 3, 5 et 7 en tant qu'équipe à domicile.
- Les équipes du chapeau 2 (têtes de série) sont placées dans les demi-finales 2, 4, 6 et 8 en tant qu'équipe à domicile.
- Les équipes du chapeau 3 (non-têtes de série) sont placées dans les demi-finales 2, 4, 6 et 8 en tant qu'équipe à l'extérieur.
- Les équipes du chapeau 4 (non-têtes de série) sont placées dans les demi-finales 1, 3, 5 et 7 en tant qu'équipe à l'extérieur.

Le tirage au sort des pays organisateurs des finales se déroulera juste après le tirage au sort des demi-finales avec les finales A, B, C et D dont chaque vainqueur d'une demi-finale sélectionné en tant qu'équipe à domicile.
| Équipe | Rang |
| ------ | ---- |
|        |      |
|        |      |
|        |      |
|        |      |

| Équipe | Rang |
| ------ | ---- |
|        |      |
|        |      |
|        |      |
|        |      |

| Équipe | Rang |
| ------ | ---- |
|        |      |
|        |      |
|        |      |
|        |      |

| Équipe | Rang |
| ------ | ---- |
|        |      |
|        |      |
|        |      |
|        |      |